# Sankt Egyden am Steinfeld
Sankt Egyden am Steinfeld è un comune austriaco di 1 903 abitanti nel distretto di Neunkirchen, in Bassa Austria. Il 1º gennaio 1971 ha inglobato i comuni soppressi di Gerasdorf am Steinfeld, Neusiedl am Steinfeld, Saubersdorf e Urschendorf.

## Geografia fisica
Il territorio comunale è articolato in cinque comuni catastali (Katastralgemeinden; tra parentesi il numero dei loro abitanti al 31 ottobre 2011):
- Gerasdorf am Steinfeld (311), località nota per il suo castello costruito nel XVIII secolo dall'architetto Donato Felice Aglio
- Neusiedl am Steinfeld (437)
- Saubersdorf (585)
- Sankt Egyden am Steinfeld (192)
- Urschendorf (383)